# Eve Kivi
Eeve Kivi, más conocida como Eve Kivi (Paide, 8 de mayo de 1938) es una actriz estonia. Es conocida por Sampo (1959), Viimne reliikvia (1969) y Ne mozhet byt! (1975).

## Biografía
El padre de Eve Kivi era Johannes Kivi (1912-1955), que fue oficial de seguridad soviético (jefe del Departamento de Viru's Comtat de la RJRK de la RSS de Estonia) y más tarde comisario de Asuntos Religiosos de la RSS de Estonia.
En 1959 se graduó en la escuela de formación de teatro dramático de Estonia. Ha trabajado en Tallinnfilm y Mosfilm. Desde 1955 ha protagonizado unas 50 películas.
De 1965 a 1972 estuvo casada con el patinador de velocidad Ants Antson. En algunas películas, aparece acreditada como Kivi-Antson, usando el apellido de su esposo. Tuvo una relación sentimental con el cantante de Estados Unidos Dean Reed.
En 1983 fue nombrada Artista Meritoria de la RSS de Estonia y en 2013 recibió la Orden del Mérito de Tallin. También fue miembro de la Academia Nacional de Ciencias.

## Filmografía seleccionada
- 1959 Vallatud kurvid (papel: Evi)
- 1959 Sampo (papel: Annikki)
- 1961 Ohtlikud kurvid (papel: Evi)
- 1969 Viimne reliikvia (papel: Ursula)
- 1974 Ohtlikud mängud (papel: madre de Vivian)
- 1975 Briljandid proletariaadi diktatuurile (papel: mujer en un restaurante)
- 1992 Need vanad armastuskirjad (papel: la madre de Alice)
- 1994 Tulivesi (papel: Lulu)